# 渡邊梨加
渡邊梨加（日语：／ Watanabe Rika */?，1995年5月16日—）是日本女藝人，為女子偶像團體櫻坂46前成員，茨城縣出身，前所屬經紀公司為Seed & Flower。曾為時尚雜誌《Ray》專屬模特兒，現為時尚雜誌《LARME》常規模特兒。2015年以櫸坂46一期生身分出道。2021年12月19日自櫻坂46畢業。

## 經歷
1995年5月16日，渡邊出生於茨城縣。20歳時，因為憧憬模特兒而擔心現在不行動會後悔，但妹妹勸她參加鳥居坂46的一期生徵選。在徵選的兩日前，她提交了大約50份求職申請表，星期一到五參加了SPI綜合檢查和面試等各種公司的就業考試，但因為不擅長面試而全部落選。父母反對渡邊成為偶像，但從最終審查的前一天開始支持她。
2015年8月21日，通過最後審查正式成為更名後的櫸坂46創團成員，徵選時唱的曲目是中島美雪的《糸》。
2016年3月，從女子短期大學畢業。4月6日，以櫸坂46第一張單曲《沉默的多數》而正式出道。
2017年7月15日，成為時尚雜誌《LARME》的常規模特兒。11月17日，渡邊登上時尚雜誌《LARME》第31號封面，這是渡邊首次單獨擔任該雜誌封面人物。11月22日，成為時尚雜誌《Ray》的專屬模特兒。12月5日，發行個人第一本寫真集《饒舌的眼光》（饒舌な眼差し），是櫸坂46首位發行個人寫真集的成員，拍攝地點遠赴希臘，以知名古蹟為背景。以約3.4萬銷量取得Oricon公信榜書籍週榜寫真集部門第一位。累計發行達12萬本。2018年Oricon上半年寫真集部門排行榜第5名，累計銷量為6.2萬本。
2018年8月23日，渡邊首次單獨登上時尚雜誌《Ray》的封面。
2021年10月22日，於櫻版46官網的個人部落格中宣布將於第三張單曲《流彈》的宣傳活動結束後，自櫻坂46畢業。12月10日，與守屋茜於櫻坂46出道一周年演唱會「1st YEAR ANNIVERSARY LIVE」中舉行畢業典禮。12月11日，開設個人Instagram帳號。12月19日，參加櫻坂46第3張單曲《流彈》發行紀念「線上見面＆問候（個別見面會）」的活動，正式從櫻坂46畢業。12月22日發行的《Ray》2022年2月號，自擔任約四年的杂志專屬模特兒畢業。12月27日播出的《轉角就是櫻坂？》後，正式結束所有在櫻坂46的活動。
2022年4月16日、17日，於東京都內的烘焙坊「Maison Landemaine」中，販售親自監督製作的奶油卷麵包和舉辦粉絲見面會，這是自櫸坂46時代的2019年7月以来首次與粉絲直接交流。4月20日，開設官方Twitter帳號。6月24日至7月6日於WONDER PHOTO SHOP的WALL DECO舉行的寫真展中，販售寫真展限定的寫真書《Princess days》。9月7日，開設個人官方網站和官方粉絲俱樂部。
2023年2月，擔任「Án MILLE 2023 Spring Collection」目錄模特兒。8月，前往英國倫敦留學。9月，與服飾品牌「Noela」合作的原創產品開始販售。
2024年5月，擔任有色隱形眼鏡品牌「EYE CLOSET」的形象代言人。
2025年3月26日，發行個人寫真集《MY LOVELY DAYS IN LONDON》。

## 人物
- 寶物是高中修學旅行的時候去沖繩美麗海水族館買的玩偶鯊魚，它的名字是青子（アオコ）[45][46]。
- 寵物是貓，名字是Pe醬（ぺーちゃん）[47]。因此渡邊把貓的名字當成是自己的暱稱[48]。
- 小時候喜歡玩附有鍵盤的有聲畫冊。受此影響，渡邊從三歲開始學習鋼琴，而鋼琴亦是她的特長[49][50]。在學校的合唱祭中，渡邊曾擔任鋼琴伴奏[51]。
- 於2017年7月號的《LARME》加入成為固定模特兒，經過4個月即創下LARME史上最短時間單獨登上封面人物的紀錄[52]。
- 有一個哥哥和一個妹妹[7]。
- 尊敬的人物是乃木坂46的白石麻衣[45][53]。

### 櫸坂46/櫻坂46相關
- 櫸坂46成員中最年長的成員，個性天真傻氣，但因為表現自然而受到大家喜愛[46]。
- 為衍生子團體「青空和MARRY」的一員[54]。
- 應援棒顏色為藍色[55]。

## 音樂作品
- 標註「★」符號表示該首歌曲有拍攝MV。

### 單曲
櫸坂46
|     | 發行日期         | 單曲名稱         | 參與歌曲名稱       | MV | 備註            |
| --- | ---------------- | ---------------- | ------------------ | -- | --------------- |
| 1st | 2016年04月06日   | 沉默的多數       | 沉默的多數         | ★  | 出道作品        |
| 1st | 2016年04月06日   | 沉默的多數       | 牽手回家吧         | ★  |                 |
| 1st | 2016年04月06日   | 沉默的多數       | 沒有你             |    |                 |
| 1st | 2016年04月06日   | 沉默的多數       | 沒能趕上的巴士     |    |                 |
| 2nd | 2016年08月010日  | 世界上只有愛     | 世界上只有愛       | ★  |                 |
| 2nd | 2016年08月010日  | 世界上只有愛     | 談談未來吧…        | ★  |                 |
| 2nd | 2016年08月010日  | 世界上只有愛     | 不一樣的藍天       |    |                 |
| 3rd | 2016年011月030日 | 兩人季節         | 兩人季節           | ★  |                 |
| 3rd | 2016年011月030日 | 兩人季節         | 大人都不相信       | ★  |                 |
| 3rd | 2016年011月030日 | 兩人季節         | 制服與太陽         | ★  |                 |
| 3rd | 2016年011月030日 | 兩人季節         | 我們的戰爭         | ★  | FIVE CARDS      |
| 4th | 2017年04月05日   | 不協和音         | 不協和音           | ★  |                 |
| 4th | 2017年04月05日   | 不協和音         | W-KEYAKIZAKA之詩   | ★  | 櫸&平假名櫸坂組 |
| 4th | 2017年04月05日   | 不協和音         | 破碎的手機螢幕     | ★  | 青空與MARRY     |
| 4th | 2017年04月05日   | 不協和音         | 獨特自我           |    |                 |
| 5th | 2017年04月05日   | 就算風吹         | 就算風吹           | ★  |                 |
| 5th | 2017年04月05日   | 就算風吹         | 避雷針             | ★  |                 |
| 5th | 2017年04月05日   | 就算風吹         | 想要在海邊奔跑嗎？ | ★  | 青空與MARRY     |
| 6th | 2018年03月07日   | 打破玻璃！       | 打破玻璃！         | ★  |                 |
| 6th | 2018年03月07日   | 打破玻璃！       | 該回去森林了吧？   | ★  |                 |
| 7th | 2018年08月015日  | 矛盾心理         | 矛盾心理           | ★  |                 |
| 7th | 2018年08月015日  | 矛盾心理         | Student Dance      | ★  |                 |
| 7th | 2018年08月015日  | 矛盾心理         | I'm out            |    |                 |
| 8th | 2019年02月027日  | 黑羊             | 黑羊               | ★  |                 |
| 8th | 2019年02月027日  | 黑羊             | Nobody             | ★  |                 |
| 8th | 2019年02月027日  | 黑羊             | 聖誕節的道歉       | ★  |                 |
| -   | 2020年8月21日    | 誰來鳴響那鐘聲？ | 誰來鳴響那鐘聲？   | ★  | 數字單曲        |

櫻坂46
|     | 發行日期         | 單曲名稱       | 參與歌曲名稱           | MV | 備註 |
| --- | ---------------- | -------------- | ---------------------- | -- | ---- |
| 1st | 2020年012月09日  | Nobody's fault | 為什麼我沒有墜入愛河？ | ★  |      |
| 1st | 2020年012月09日  | Nobody's fault | Plastic regret         |    |      |
| 2nd | 2021年04月014日  | BAN            | BAN                    | ★  |      |
| 2nd | 2021年04月014日  | BAN            | 你與我與待洗衣物       |    |      |
| 2nd | 2021年04月014日  | BAN            | 櫻坂之詩               |    |      |
| 3rd | 2021年010月013日 | 流彈           | 流彈                   | ★  | 櫻8  |
| 3rd | 2021年010月013日 | 流彈           | Dead end               | ★  |      |
| 3rd | 2021年010月013日 | 流彈           | 無言的宇宙             | ★  |      |
| 3rd | 2021年010月013日 | 流彈           | 美麗Nervous            |    |      |

其他
| 發行日期      | 單曲名稱   | 參與歌曲名稱    | MV | 備註    |
| ------------- | ---------- | --------------- | -- | ------- |
| 2017年3月15日 | Shoot Sign | 你最愛的 是誰？ | ★  | 坂道AKB |

### 專輯
櫸坂46
|        | 發行日期        | 專輯名稱                                   | 參與歌曲名稱             | 備註            |
| ------ | --------------- | ------------------------------------------ | ------------------------ | --------------- |
| 01st   | 2017年07月019日 | 抹黑純真                                   | 星期一的早晨，裙子被剪了 |                 |
| 01st   | 2017年07月019日 | 抹黑純真                                   | 從哪能看見東京鐵塔？     |                 |
| 01st   | 2017年07月019日 | 抹黑純真                                   | 太陽不會選擇抬頭的人     | 櫸&平假名櫸坂46 |
| 01st   | 2017年07月019日 | 抹黑純真                                   | 危險計劃                 |                 |
| 01st   | 2017年07月019日 | 抹黑純真                                   | 你已不在                 |                 |
| 01st   | 2017年07月019日 | 抹黑純真                                   | 這裡沒有的足跡           | 青空和MARRY     |
| 精選輯 | 2020年010月7日  | 比永遠更長的一瞬間～那時確實存在過的我們～ | 跳進十月的泳池           |                 |
| 精選輯 | 2020年010月7日  | 比永遠更長的一瞬間～那時確實存在過的我們～ | 砂塵                     |                 |

## 演出

### 電視劇
- 誰殺了德山大五郎？（2016年7月17日－10月2日，東京電視台）：飾演 渡邊梨加[57][58]
- 殘酷的觀眾們（2017年5月18日－7月20日，日本電視台）：飾演 若本杏奈[59]
- 設計師 澀井直人的休假 第11話（2019年3月29日，東京電視台）：飾演 本人[60]

### 舞台劇
- 殘美〜Theater's end〜（2019年2月7日－17日，天王洲 銀河劇場）：飾演 槻子（TEAM GREEN）[61]

### 遊戲
- 少女神樂〜殘美的安魂曲〜（2019年5月15日－，gumi（日语：gumi））：飾演 槻子[62]

### 網絡配信
- 櫸坂46 渡邊梨加1st寫真集發售記念「饒舌字，會寫嗎？」（2017年12月7日，SHOWROOM）[63]

### 活動
- GirlsAward
  - GirlsAward 2017 SPRING／SUMMER（2017年5月3日，國立代代木競技場第一体育館）[64]
  - GirlsAward 2017 AUTUMN／WINTER（2017年9月16日，幕張展覽館）[65]
  - GirlsAward 2018 SPRING／SUMMER（2018年5月19日，幕張展覽館）[66]
  - GirlsAward 2018 AUTUMN／WINTER（2018年9月16日，幕張展覽館）- R4G[67]
  - Rakuten GirlsAward 2019 SPRING／SUMMER（2019年5月18日，幕張展覽館）- because[68]
  - Rakuten GirlsAward 2019 AUTUMN／WINTER（2019年9月28日，幕張展覽館）- one spo[69]
- 東京女孩展演
  - 第25回 Tokyo Girls Collection 2017 AUTUMN／WINTER（2017年9月2日，埼玉超級競技場）[70]
  - TGC KITAKYUSHU 2017 by TOKYO GIRLS COLLECTION（2017年10月21日，西日本綜合展示場 新館）[71]
  - TGC HIROSHIMA 2017 by TOKYO GIRLS COLLECTION（2017年12月9日，廣島Green Aren）- 來賓模特兒[72]
  - Mynavi presents 第26回 Tokyo Girls Collection 2018 SPRING／SUMMER（2018年3月31日，横濱體育館）[73]
  - takagi presents TGC KITAKYUSHU 2018 by TOKYO GIRLS COLLECTION（2018年10月6日，西日本綜合展示場 新館）- WEGO[74]
  - SDGs 推進 TGC 靜岡 2019 by TOKYO GIRLS COLLECTIO（2019年1月12日，Twin Messe靜岡）- WEGO[75]
  - Mynavi presents 第28回 Tokyo Girls Collection 2019 SPRING／SUMMER（2019年3月30日，橫濱體育館）- REDYAZEL[76]
  - TGC KUMAMOTO 2019 by TOKYO GIRLS COLLECTION（2019年4月20日，Grand Messe熊本）- REDYAZEL[77]
  - Mynavi presents 第29回 Tokyo Girls Collection 2019 AUTUMN／WINTER（2019年9月7日，埼玉超級競技場）- 17kg[78]
  - 第30回 Mynavi Tokyo Girls Collection 2020 SPRING／SUMMER（2020年2月29日，國立代代木競技場第一体育館）[79]
  - 第31回 Mynavi Tokyo Girls Collection 2020 AUTUMN／WINTER ONLINE（2020年9月5日，埼玉超級競技場）[80]
  - 第32回 Mynavi Tokyo Girls Collection 2021 SPRING／SUMMER（2021年2月28日，國立代代木競技場第一體育館）[81]
  - 第33回 Mynavi Tokyo Girls Collection 2021 AUTUMN／WINTER（2021年9月4日，埼玉超級競技場）- rienda[82][83]
- Ray創刊30周年記念活動「女の子だけのRay学園祭、夢が叶う♡女子力UPフェス」（2018年9月20日，新宿Lumine0）[84]
- PE醬的Bakery（2022年4月16日－17日，Maison Landemaine）[85]
- 寫真展（2022年6月24日－7月6日，WONDER PHOTO SHOP的WALL DECOR）[36]
- 第24回日本フットボールリーグ 第30節 vs.MIOびわこ滋賀（2022年11月20日，東大阪市花園欖球場）[86]
- PE醬的Bakery vol.2（2023年2月4日－5日、12日－13日，with life bakery）[87][88]
- KANSAI COLLECTION 2023 S／S（2023年3月4日，京瓷巨蛋大阪）[89]
- ISEPAN！ 2023（2023年5月29日－6月30日，with life bakery）[90][91]

## 書籍

### 寫真集
- 饒舌的眼光（饒舌な眼差し；2017年12月5日，集英社）[92]
- Princess days（2022年6月24日發售，LARME監修）[36]
- MY LOVELY DAYS IN LONDON（2025年3月26日）[93]

### 雜誌連載
- LARME（2017年7月15日－，德間書店） - 常規模特兒[4]
  - ぺーのアタマノナカ（2018年7月17日－）[94]
- Ray（2017年11月22日－2021年12月22日，主婦與生活社）- 專屬模特兒[12]
  - ぺーちゃんWonderland♡（2019年7月23日－2021年12月22日）[95]

### 漫畫
- 週刊YOUNG JUMP「ぺーちゃん、写真集出すってよ」（2017年11月30日，集英社、作畫：大竹利朋）[96]

## 外部連接
- 渡邊梨加官方網站（日語）
- 渡邊梨加的Instagram帳戶（2021年12月11日－）（日語）
- 渡邊梨加及其團隊的X（前Twitter）（2022年4月20日－）（日語）

櫸坂46/櫻坂46時期
- 櫸坂46個人介紹頁（日語）
- 櫻坂46個人介紹頁（日語）
- 渡邊梨加 官方部落格 （页面存档备份，存于） - 櫸坂46官方网站（2015年11月14日－2020年10月12日）（日語）
- 渡邊梨加 官方部落格 - 櫻坂46官方网站（2020年10月21日－2021年12月31日）（日語）
- 渡邊 梨加（櫻坂46）的SHOWROOM專頁（页面存档备份，存于）（日語）
- 渡邊梨加1st寫真集【公式】的X（前Twitter）（2017年10月11日－）（日語）
- 渡邊梨加1st寫真集【公式】的Instagram帳戶（2017年10月11日－）（日語）
- ぺーちゃんWonderland♡（页面存档备份，存于） - Ray（2019年11月24日－2021年12月9日）（日語）